# Lakotnik
Lakotnik je eden od treh glavnih junakov serije stripov Dogodivščine Zvitorepca, Trdonje in Lakotnika avtorja Mikija Mustra. Med letoma 1952 in 1973 je izšlo preko štirideset pustolovščin, ki so prvotno izhajale v Tedenski tribuni in v Petkovi panorami, pozneje pa so bile večkrat ponatisnjene v knjižni obliki.

## Značilnosti lika
Imena glavnih junakov predstavljajo njihove osebnostne značilnosti. Tako je Zvitorepec med vsemi najbolj zvit, Trdonja ima trd oklep, ki ga v nevarnosti velikokrat reši, Lakotnik pa je največji požeruh. Za vse tri glavne junake je značilno tudi to, da nimajo redne službe, vendar jim denarja nikoli ne manjka, saj ga vedno dobijo kot nagrado za uspešno rešene pustolovščine.
Lakotnik je edini, ki se lahko pogovarja z živalmi (npr. z morskimi psi, s sloni,  z opicami in z levi). Nenehno je lačen - od tu njegovo ime - in vase lahko zmeče ogromne količine hrane in pijače. Rad spi in zaradi tega včasih pride tudi do zapletov. Lakotnik je vešč judo prijemov in je vedno pripravljen na dober pretep. V svoji bližini ima - tako kot Zvitorepec in Trdonja - rad lepe in mlade ženske in se pogosto zaljubi, a hitro ugotovi, kakšne odgovornosti bi prineslo družinsko življenje in raje ostane samski. Je edini, ki ne zna plavati, zato ga Zvitorepec in Trdonja pogosto rešujeta. V zgodbah ima Lakotnik največ različnih poklicev: bil je že fotograf, pomočnik detektiva, boksar ...

## Drugi liki v stripu
Požrešni volk prebiva v stari koči, ki se mu večkrat sesuje na glavo, vendar je v vsaki novi pustolovščini zopet postavljena in nespremenjena.

## Upodobitve Zvitorepca, Trdonje in Lakotnika
Upodobitve treh junakov lahko vidimo na slovenskih smučiščih, kjer na slikovit način smučarjem predstavljajo FIS pravila vedenja na smučišču.

## O avtorju
Miki Muster se je rodil 22. novembra leta 1925 v Murski Soboti in je vsestranski ustvarjalec. Je avtor velikega števila stripov in ilustrator slikanic (Medvedek Neewa, Čebelica Maja, Lupinica, Stezosledec, Snežek, Skozi pustinje in goščavo in druge). Diplomiral je kot kipar, ukvarjal pa se je tudi z animiranim filmom - do leta 1990 je ustvaril okoli 380 reklamnih spotov (najbolj poznani so legendarni Cikcak zajčki, Šumi (bonboni Visoki C), Podravka (Medolino, juhe), Jelovica (Ne bo vam uspelo), Kolinska (Čunga Lunga, Viki krema) in drugi). Risal je tudi karikature, ki jih je povečini objavljal v reviji Mag. Njegova dela so polna humorja, zato po njih sega mlado in staro.

## Seznam stripov, v katerih nastopa Lakotnik
| Naslov                                    | Datum izida  |
| ----------------------------------------- | ------------ |
| Zvitorepčeve prigode 1                    | 11. 06. 1952 |
| Zvitorepčeve prigode 2                    | 19. 07. 1953 |
| Grajski duhovi                            | 18. 08. 1953 |
| V Afriki                                  | 09. 01. 1954 |
| Pot v vesolje                             | 30. 12. 1954 |
| Trije hribolazci                          | 01. 07. 1955 |
| Črni kavboj                               | 19. 04. 1956 |
| Čudežni otok                              | 13. 09. 1956 |
| Zimsko veselje                            | 07. 02. 1957 |
| Trubadurji                                | 09. 05. 1957 |
| V srcu Afrike                             | 14. 11. 1957 |
| Detektiv                                  | 03. 04. 1958 |
| Gusarji                                   | 25. 06. 1958 |
| Na Luno                                   | 29. 04. 1959 |
| Na olimpiado                              | 03. 02. 1960 |
| Šerif                                     | 19. 05. 1960 |
| V svet tišine                             | 23. 11. 1960 |
| Šampion                                   | 12. 04. 1961 |
| Vrtnar                                    | 11. 07. 1961 |
| Krvavi kapitan                            | 10. 10. 1961 |
| Kamena doba                               | 01. 05. 1962 |
| Razbojnik                                 | 15. 01. 1963 |
| Bosa Noga                                 | 09. 07. 1963 |
| Težave z gradnjo                          | 03. 12. 1963 |
| Chicago                                   | 10. 03. 1964 |
| Vitez ropar                               | 03. 11. 1964 |
| Obračun                                   | 19. 10. 1965 |
| Gladiator                                 | 04. 04. 1966 |
| Prazvitorepec                             | 01. 03. 1967 |
| Trije mušketirji                          | 15. 05. 1968 |
| Rdeči kanjon                              | 02. 04. 1969 |
| Na grmado                                 | 28. 03. 1970 |
| Za volanom                                | 24. 12. 1970 |
| Obisk iz vesolja                          | 03. 03. 1971 |
| Skok v prihodnost                         | 20. 10. 1971 |
| Zmajev otok                               | 16. 02. 1972 |
| Med Turki                                 | 08. 11. 1972 |
| Zelena dolina                             | 11. 04. 1973 |
| Veliki izum                               | 12. 09. 1973 |
| Lakotnikova električna petletka           | 19. 09. 1973 |
| Zimsko spanje                             | 26. 09. 1973 |
| Sneg, sneg                                | 28. 11. 1973 |
| Med in mleko pa še TOZD (nedokončan)      | 14. 02. 1982 |
| Geschichten aus unserem Wald (nedokončan) | 01. 09. 1984 |